# Coluber
Coluber är ett släkte av ormar som ingår i familjen snokar.
Släktets medlemmar är med en längd upp till 1,5 meter medelstora till stora ormar. De har en smal bål och förekommer i Nordamerika. Individerna kan anpassa sig till olika habitat. De vistas främst på marken och klättrar ibland i växtligheten. Födan utgörs av ödlor och mindre däggdjur. Exemplar som känner sig hotad biter ofta men bettet anses vara mindre farlig för människor. Honor lägger ägg.

## Systematik
Arter enligt Catalogue of Life:
- Coluber andreanus
- Coluber bholanathi
- Coluber brevis
- Coluber constrictor
- Coluber dorri
- Coluber elegantissimus
- Coluber gracilis
- Coluber insulanus
- Coluber largeni
- Coluber manseri
- Coluber messanai
- Coluber mormon
- Coluber rubriceps
- Coluber schmidtleri
- Coluber scortecci
- Coluber sinai
- Coluber smithi
- Coluber somalicus
- Coluber taylori
- Coluber thomasi
- Coluber variabilis
- Coluber vittacaudatus
- Coluber zebrinus

The Reptile Database listar bara 12 arter i släktet.